# الیمپوس پن ایی-پی۱
الیمپوس پن ایی-پی۱ (به انگلیسی: Olympus PEN E-P1) یک دوربین عکاسی ساخت شرکت الیمپوس است.